# Cyclopeltis kingii
Cyclopeltis kingii är en ormbunkeart som först beskrevs av Henry Fletcher Hance, och fick sitt nu gällande namn av Hosok. Cyclopeltis kingii ingår i släktet Cyclopeltis och familjen Lomariopsidaceae. Inga underarter finns listade.